# Лейк-Ханска (тауншип, Миннесота)
Лейк-Ханска (англ. Lake Hanska) — тауншип в округе Браун, Миннесота, США. На 2000 год его население составило 322 человека.

## География
По данным Бюро переписи населения США площадь тауншипа составляет 100,5 км², из которых 95,1 км² занимает суша, а 5,3 км² — вода (5,31 %).

## Демография
По данным переписи населения 2000 года здесь находились 322 человека, 124 домохозяйства и 91 семья.  Плотность населения —  3,4 чел./км².  На территории тауншипа расположено 135 построек со средней плотностью 1,4 построек на один квадратный километр. Расовый состав населения: 98,76 % белых, 0,62 % азиатов, 0,31 % — других рас США и 0,31 % приходится на две или более других рас. Испанцы или латиноамериканцы любой расы составляли 1,24 % от популяции тауншипа.
Из 124 домохозяйств в 32,3 % воспитывались дети до 18 лет, в 65,3 % проживали супружеские пары, в 4,0 % проживали незамужние женщины и в 26,6 % домохозяйств проживали несемейные люди. 24,2 % домохозяйств состояли из одного человека, при том 7,3 % из — одиноких пожилых людей старше 65 лет. Средний размер домохозяйства — 2,60, а семьи — 3,11 человека.
27,3 % населения — младше 18 лет, 7,1 % — в возрасте от 18 до 24 лет, 27,0 % — от 25 до 44, 23,6 % — от 45 до 64, и 14,9 % — старше 65 лет. Средний возраст — 38 лет. На каждые 100 женщин приходилось 113,2 мужчин.  На каждые 100 женщин старше 18 приходилось 125,0 мужчин.
Средний годовой доход домохозяйства составлял 36 786 долларов, а средний годовой доход семьи —  38 750 долларов. Средний доход мужчин —  32 188  долларов, в то время как у женщин — 21 250. Доход на душу населения составил 17 652 доллара. За чертой бедности не находилась ни одна семья и 1,2 % всего населения тауншипа.